# Savana (formație)
Savana a fost o formație de muzică ușoară și pop-dance din Republica Moldova, compusă din Laurențiu Popescu, Diana Pleș (Rotaru) și Tatiana Malaia. O bună parte din piesele formației au devenit hituri pe plan național și au fost difuzate la multe posturi de radio cu acoperire națională din Republica Moldova. Printre șlagărele care i-au consacrat sunt: „Mi-e dor de voi părinți”, „Mama”, „Cânta o chitară”, „Mă iubeai și te iubeam” ș.a.
Trupa a fost fondată în anul 2000, de către Laurențiu Popescu și Vitalie Dani și a existat până în 2007, când s-a destrămat definitiv; Laurențiu Popescu și Diana Rotaru (Pleș) s-au lansat în cariere solo, iar Tatiana a emigrat cu familia în Canada.
La începutul anului 2006 Savana a participat la preselecția națională pentru Eurovision în Moldova.
Pentru materialele discografice ale formației, muzica a fost compusă în principal de Laurențiu Popescu și Vitalie Dani, iar textul a fost scris în cea mai mare parte de Viorica Nagacevschi.

## Componență
- Laurențiu Popescu — voce și chitară. Născut în satul Verejeni, Telenești, la 8 mai 1970, Laurențiu Popescu provine dintr-o familie de țărani cu 11 copii, el fiind mezinul. Căsătorit, are doi copii. După Savana, s-a lansat în cariera solo;[9] în 2009 și-a lansat primul său CD solo, „Trăiește clipa”.[10]
- Diana Pleș (aka Dianna Rotaru) — voce. Născută la 29 mai 1983. A absolvit Academia de Muzică, Teatru și Arte Plastice, facultatea „actorie, teatru, cinema”. În prezent are o carieră solo de cântăreață, iar anterior a activat ca actriță la teatrul „Luceafărul” din Chișinău, actriță de film (2013 – debut în filmul „Culorile”) și în televiziune (2010–2012 – prezentatoare a emisiunii „Acasă la noroc” pe Noroc TV; 2005–2006 – prezentatoare a emisiunii „Cartierul Tinereții” pe TRM).[11] După „Savana”, o vreme a mai făcut parte din trupa „Provincialii” (România).[12]
- Tatiana Malaia — voce. Născută la 11 octombrie 1980, în Chișinău. A studiat pictura și design vestimentar. Căsătorită. După „Savana” nu și-a continuat cariera în muzică și s-a stabilit cu familia în Canada.[13]

## Discografie
Album
- Numai cu tine (2005; Music Master)

Piese
```
1.Numai cu tine
2.Rămâi
3.Cânta o chitară
4.O vacanță la mare
5.Romanițe
6.Mă iubeai și te iubeam
7.Viața de student
8.Mama
9.Te iubesc
10.Caravana
11.Mi-e dor de voi părinți
12.Aseară vântul bătea

```